# فاتوماتا كوليبالي
فاتوماتا كوليبالي (بالفرنسية: Fatoumata Coulibaly)‏هي ممثلة أفلام من مالي ومديرة وصحفية وناشطة في مجال حقوق المرأة، ولا سيما ضد ختان الإناث.

## حياتها المُبكرة
وُلدت فاتوماتا كوليبالي لعائلة من الموسيقيين، وكانت جدتها بازيكو تراوري مغنية وموسيقية من منطقة سيكاسو من حيث تنحدر كوليبالي.

## حياتها المهنية
عملت كوليبالي لأول مرة كصحافية إذاعية ومذيعة في مالي، قبل أن يكون لديها فكرة عن المسرح، ثم ذهبت لرؤية المخرج عثمان سو الذي اقترح عليها أن تحول كتاباتها إلى سيناريو سينمائي، كما فعل شيخ عمر سيسوكو.
جذبت كوليبالي أولاً الاهتمام الدولي بدورها في فيلم هذا أبي أنغولو N'Golo dit Papa عام 1997.
لعبت كوليبالي الدور الرئيسي في فيلم مولادي Moolaadé لعام 2004 للكاتب السنغالي والمخرج عثمان سيمبين. تألقت كوليبلي في دور كالي جالو آردو ساي، الزوجة الثانية بين ثلاث زوجات، في قرية في بوركينا فاسو، التي تستخدم كلمة moolaadé («كحماية سحرية») في محاولة لحماية الفتيات من تشويه الأعضاء التناسلية الأنثوية (أو كما يُعرف بختان الإناث). كانت كوليبالي نفسها ضحية لتشويه الأعضاء التناسلية الأنثوية. أعطى الناقد روجر إيبرت الفيلم أربع نجوم (من أصل أربعة)، وكتب «بالنسبة لي أفضل يُعتبر الفيلم أفضل فيلم في مهرجان كان عام 2004، إذ يُقدم قصة مليئة بالإلحاح والحياة، كما يصدر بيانًا قويًا وفي الوقت نفسه يحتوي على الفكاهة وسحر وجمال بصري مذهل». فازت كوليبالي بجائزة أفضل ممثلة عن دورها ككولي، في مهرجان سينيميناليا السينمائي الدولي في عام 2005. كان لهذا الفيلم دور مهم في زيادة الوعي بتشويه الأعضاء التناسلية الأنثوية، وواصلت كوليبالي حملتها حول تلك القضية منذ ذلك الحين. تم توثيق حملتها ضد ختان الإناث في فيلم إفريقيا على الطريق: قوة أغنية عام Africa on the Move: The Power of Song 2010.
ظهرت كوليبالي في العديد من الأفلام والمسلسلات التلفزيونية والمسرحيات.
تعمل كوليبالي في مكتب البث التلفزيوني في مالي اعتبارًا من عام 2016 (ORTM).

## أفلامها
- غيمبا الطاغية (1995)
- هذا أبي نغولو (1997)
- أفروديت، حديقة العطور (1998)
- مولايدي (2004)
- أفريقيا على الطريق: قوة الأغنية (2010)
- توربيون في باماكو (2012)

## روابط خارجية
- فاتوماتا كوليبالي على موقع IMDb (الإنجليزية)
- فاتوماتا كوليبالي على موقع قاعدة بيانات الفيلم (الإنجليزية)